# Like a Bunny
Like a Bunny" este un cântec popcorn/dance, produs de Keo și Bobby Moore pentru muziciana Andreea Bălan. Piesa a fost lansată pe 13 mai 2011 pe contul de YouTube al acesteia, fiind intersiză minorilor din cauza imaginii folosită pentru promovare, care o prezenta pe Bălan în costum de baie, amintind de o vedetă Playboy. În ciuda controversei, videoclipul a strâns 20.000 de vizionări în doar două zile. O a doua variantă a imaginii a fost lansată, în care costumul de baie este cenzurat.

## Videoclip
Videoclipul a debutat la sfârșitul lunii august și o înfățișează pe Bălan, dansând pe o plajă 
alături de dansatoare, în costume de baie. Secvențele sunt întrepătrunse cu momente în care Bălan stă fără sutien și purtând tocuri cui, pe o saltea de apă.
Ca și videoclipurile sale anterioare, "Prinde-mă, aprinde-mă!" și "Trippin'", Bălan a fost criticată pentru prezența unor cadre considerate apropiate de pornografie; aceasta s-a apărat, declarând că "Publicul din Romania este obisnuit sa ma vada in costum de baie. Am filmat primul videoclip in costum de baie acum 10 ani - «Lasa-ma, papa, la mare». In clipul «Like a Bunny» era normal sa aparem asa, atat timp cat filmarile au avut loc pe plaja. Tuturor ne plac vara, marea si distractia".